# Praia da Reserva
Praia da Reserva, na Barra da Tijuca
A Praia da Reserva, também conhecida como Praia da Reserva de Marapendi, é uma praia situada no bairro da Barra da Tijuca, na Zona Oeste da cidade do Rio de Janeiro. Com cerca de 8,0 km de extensão, localiza-se entre a Praia da Barra da Tijuca e a Praia do Recreio. É margeada pela Avenida Lúcio Costa ao longo de toda a sua extensão.
A praia, pouco frequentada devido à ausência de núcleos habitacionais em sua extensão, é caracterizada principalmente pelas águas límpidas e pela areia fofa. Ao longo de sua orla, existem diversos quiosques e barracas.
A praia recebeu esse nome por estar situada ao longo da Reserva de Marapendi, uma área de proteção ambiental destinada à preservação da vegetação de restinga e de manguezal. No interior da reserva, localiza-se a Lagoa de Marapendi, utilizada para a prática de esportes náuticos, como canoagem, remo e vela.
Em setembro de 2011 a Praia da Reserva passou a fazer parte do Parque Natural Municipal Barra da Tijuca Nelson Mandela, tornando-se uma Unidade de Conservação. 
Em dezembro de 2020, foi reconhecida como exemplo de sucesso em preservação e qualidade ambiental. A Reserva é a segunda praia na cidade do Rio de Janeiro a obter essa distinção da Fundação para a Educação Ambiental, organização internacional com sede em Copenhague, na Dinamarca, que premia os melhores exemplos ao redor do mundo na gestão ambiental de marinas, praias e embarcações de turismo. A primeira praia a receber o diploma foi a Prainha, no Recreio dos Bandeirantes, que, desta vez, obteve a renovação da certificação para a temporada 2020/21.